# Torsten Fritzlar
Torsten Fritzlar (* 26. September 1973 in Erfurt) ist ein deutscher Mathematikdidaktiker.

## Leben
Torsten Fritzlar studierte erst an der Pädagogischen Hochschule Erfurt, ab 1994 an der Friedrich-Schiller-Universität Jena Mathematik, Physik und Astronomie für das gymnasiale Lehramt. 1996 legte er die erste Staatsprüfung ab. Von 1997 bis 2002 war er wissenschaftlicher Mitarbeiter in der Abteilung für Didaktik der Mathematik und Informatik an der Universität Jena. Von 2002 bis 2004 folgte das Referendariat am Carl-Zeiss-Gymnasium in Jena, wo er nach seiner zweiten Staatsprüfung von 2004 bis 2005 als Lehrer tätig war. 2003 promovierte er zum Dr. rer. nat.  durch die Fakultät für Mathematik und Informatik der Friedrich-Schiller-Universität Jena zum Thema Zur Sensibilität von Studierenden für die Komplexität problemorientierten Mathematikunterrichts.
Von 2005 bis 2009 war Fritzlar an der Leuphana Universität Lüneburg als Juniorprofessor für Mathematik und Mathematikdidaktik tätig. Im Wintersemester 2007/2008 übernahm er vertretungsweise die Professur für Grundschuldidaktik Mathematik an der Martin-Luther-Universität Halle-Wittenberg. Nach der positiven Zwischenevaluation als Juniorprofessor im Jahr 2009 erhielt er einen Ruf der Universität Halle-Wittenberg, wo er seither ordentlicher Professor für Grundschuldidaktik (Mathematik/Mediendidaktik an Grundschulen) ist.
Torsten Fritzlar ist verheiratet und Vater zweier Söhne.

## Forschungsschwerpunkte
- Problemlösen und Heuristik
- Potenziale und Herausforderungen problemorientierten Mathematikunterrichts
- Mathematische Begabungen
- Moderne Medien im Mathematikunterricht

## Schriften
- Zur Sensibilität von Studierenden für die Komplexität problemorientierten Mathematikunterrichts. Verlag Dr. Kovac, Januar 2004, ISBN 978-3-830-01228-3.
- Mathematische Begabungen: Denkansätze zu einem komplexen Themenfeld aus verschiedenen Perspektiven. (Hrsg. mit Friedhelm Käpnick) WTM-Verlag 2013, ISBN 978-3-942-19730-4